# Bryter Layter
Bryter Layter – drugi album studyjny brytyjskiego muzyka folkowego Nicka Drake’a, wydany 1 listopada 1970 roku. W przeciwieństwie do Pink Moon, płyta nie zawiera solowych piosenek Drake’a, a wspierają go m.in. John Cale z The Velvet Underground, perkusista Mike Kowalski i Ed Carter z Beach Boys oraz muzycy Fairport Convention. Początkowo sprzedaż albumu nie była najlepsza, a opinie krytyków mieszane. Ponieważ Drake nie był zadowolony z tak rozbudowanego albumu, kolejnej płycie nadał minimalistyczny klimat (gitara, pianino, wokal).
W 2003 album został sklasyfikowany na 245. miejscu listy 500 albumów wszech czasów magazynu Rolling Stone.

## Lista utworów
Wszystkie utwory napisane przez Nicka Drake’a.
Strona pierwsza
| 1. | "Introduction"                 | 1:33  |
|    |                                |       |
| 2. | "Hazey Jane II"                | 3:46  |
|    |                                |       |
| 3. | "At the Chime of a City Clock" | 4:47  |
|    |                                |       |
| 4. | "One of These Things First"    | 4:52  |
|    |                                |       |
| 5. | "Hazey Jane I"                 | 4:31  |
|    |                                |       |
|    |                                | 19:29 |
|    |                                |       |
Strona druga
| 1. | "Bryter Layter" | 3:24  |
|    |                 |       |
| 2. | "Fly"           | 3:00  |
|    |                 |       |
| 3. | "Poor Boy"      | 6:09  |
|    |                 |       |
| 4. | "Northern Sky"  | 3:47  |
|    |                 |       |
| 5. | "Sunday"        | 3:42  |
|    |                 |       |
|    |                 | 20:02 |
|    |                 |       |

## Personel
Na wszystkich utworach Nick Drake śpiewa oraz gra na gitarze, wyjątki wypisane.
- "Introduction"
Nick Drake – gitara
Dave Pegg – gitara basowa
Dave Mattacks – bębny
aranżacja instrumentów strunowych - Robert Kirby

- "Hazey Jane II"
Dave Pegg – bas
Dave Mattacks – bębny
Richard Thompson – gitara prowadząca
instrumenty dęte zaaranżowane przez Roberta Kirby’ego

- "At the Chime of a City Clock"
Ray Warleigh – saksofon altowy
Dave Pegg – bas
Mike Kowalski – bębny
instrumenty strunowe zaaranżowane przez Roberta Kirby’ego

- "One of These Things First"
Paul Harris – piano
Ed Carter – bas
Mike Kowalski – bębny

- "Hazey Jane I"
Dave Pegg – bas
Dave Mattacks – bębny
instrumenty strunowe zaaranżowane przez Roberta Kirby’ego

- "Bryter Layter"
Nick Drake – gitara
Lyn Dobson – flet
Dave Pegg – bas
Dave Mattacks – bębny

- "Fly"
John Cale – altówka i klawesyn
Dave Pegg – bas

- "Poor Boy"
Ray Warleigh – saksofon altowy
Chris McGregor – fortepian
Dave Pegg – bas
Mike Kowalski – bębny
Pat Arnold i Doris Troy – wokal wspierający

- "Northern Sky"
John Cale – czelesta, fortepian i organy
Dave Pegg – bas
Mike Kowalski – bębny

- "Sunday"
Nick Drake – gitara
Ray Warleigh – flet
Dave Pegg – bas
Dave Mattacks – bębny
instrumenty strunowe zaaranżowane przez Roberta Kirby’ego